# Air Link
Air Link — австралийская региональная авиакомпания. Базируется в аэропорту Даббо в Новом Южном Уэльсе.
Какое-то время авиакомпания работала под другим кодом IATA — DR.

## История
Авиакомпания была основана в 1971 году как чартерная авиакомпания.
В 1991 году Air Link начала осуществлять и регулярные пассажирские перевозки.
В 2005 году авиакомпания Air Link была куплена компанией Regional Express Group, которая владеет другим австралийским авиаперевозчиком Regional Express Airlines.
До 2018 года авиакомпания Air Link совершала полёты для Regional Express Group, а в январе прекратила свою деятельность.
7 сентября 2018 года Air Link была продана компании Aviation Logistics, уже владеющей другой авиакомпанией AirMed.
Руководителем возобновившей полёты авиакомпании стал Ron O’Brien ранее управлявший Hazelton Airlines.
В марте 2020 года из-за эпидемии коронавируса авиакомпания оказалась на грани банкротства, вместе с такими региональными авиакомпаниями Австралии как Aviair, Alliance Airlines, Fly Corporate, FlyPelican, Sharp Airlines и другими.

## Флот
Парк авиакомпании состоит из самолётов:
- 1 Beechcraft Baron
- 1 Beechcraft King Air
- 2 Cessna 310
- 3 Cessna Citation Mustang
- 2 Cessna Citation Mustang (Medical)
- 3 Piper Chieftains

- Piper PA-31-350
- Beechcraft 1900
- Cessna 310

### Базировка флота
В базовом аэропорту Даббо, базируются самолёты Piper Chieftains и Cessna 310. 

В сиднейском аэропорту Банкстаун, который является базовым для партнёрской авиакомпании AirMed базируются Piper Chieftains, Beechcraft Baron, Cessna Citation Mustang и Beechcraft King Air.

Кроме того Air Link может пользоваться базами авиакомпании Chartair, которая, как и Air Link с AirMed принадлежит группе Aviation Logistics. Это аэропорты Алис-Спрингс, Дарвин, Кэтрин (аэропорт) и Кэрнс.